# Riu de Torrentsenta
El Riu de Torrentsenta és un torrent que transcorre íntegrament pel terme municipal de Gòsol i que en confluir amb el Torrent de Coma, dona lloc al naixement de l'Aigua de Valls. Els darrers 1.568 m. dels seu curs estan canalitzats.

## Xarxa hidrogràfica
La xarxa hidrogràfica del Riu de Torrentsenta està integrada per 26 cursos fluvials que en total sumen una longitud de 23.487 m. Tota aquesta xarxa també transcorre íntegrament pel terme de Gósol

### Afluents destacables
- El Torrent dels Reguerons
- El Torrent de la Borda del Moixic
- El Torrent Forcat
- El Torrent dels Cirers